# Charles Stewart Almon Ritchie
Charles Stewart Almon Ritchie (* 23. September 1906 in Halifax, Nova Scotia; † 7. Juni 1995) war ein kanadischer Diplomat.

## Leben
Ritchie stammte aus einer prominenten Familie in Nova Scotia. Sein Bruder Roland Ritchie wurde Richter am Obersten Gerichtshof von Kanada und führte damit eine Familientradition fort. 1969 wurde Charles Ritchie in den Order of Canada aufgenommen. Ehrendoktorhüte erhielt er 1976 von der Trent University, 1992 von der York University und der Carleton University.

## Veröffentlichungen
- The Siren Years (Tagebücher in drei Bänden)